# Romy Herzberg
Romy Herzberg (* 1951 in Ratingen) ist eine deutsche Musikerin (Kontrabass).

## Leben und Wirken
Herzberg spielt seit 1990 zusammen mit Christina Fuchs (Bassklarinette, Saxophone) im Duo KontraSax, wobei Komposition und Improvisation verschmolzen werden. KontraSax hat drei Alben sowie Film- und Hörspielmusiken eingespielt (etwa zum Dokumentarfilm Auf der Transsib; 2007), Performances und Stummfilme live vertont. Für Textvertonungen von Gertrude Stein und Patricia Highsmith kam es zur Zusammenarbeit mit der Schauspielerin Renate Fuhrmann. Weiterhin spielte sie Musiques Plurielles mit Joëlle Léandre.

## Diskographische Hinweise
- KontraSax (1995)
- KontraSax plays Gertrude Stein (mit Renate Fuhrmann; 1998)
- KontraSax: Zanshin (mit Arup Sen Gupta; 2003)